# BBC Singers
I BBC Singers sono un coro da camera britannico e il coro da camera professionale della BBC.
I BBC Singers, uno dei sei BBC Performing Group, hanno sede presso i Maida Vale Studios della BBC a Londra. Essendo l'unico coro britannico professionale a tempo pieno, i BBC Singers partecipano a concerti dal vivo, trasmissioni radiofoniche, registrazioni e laboratori didattici. Il coro si esibisce spesso insieme ad altri gruppi della BBC, come la BBC Symphony Orchestra ed è ospite regolare dei BBC Proms. Le trasmissioni vengono trasmesse da località di tutto il paese, tra cui St Giles-without-Cripplegate e St Paul's Knightsbridge.
I BBC Singers si esibiscono regolarmente al fianco di importanti orchestre e direttori internazionali e fanno apparizioni su invito in occasione di eventi nazionali come il funerale di Diana, principessa del Galles nell'Abbazia di Westminster. Tra i più importanti ex membri del gruppo figurano Sir Peter Pears, Sarah Connolly, Judith Bingham e Harry Christophers.

## Storia
Nel 1924 la BBC assunse Stanford Robinson come maestro del coro. Formò un coro per l'esecuzione di Immortal Hour di Rutland Boughton. Questo coro, noto come "The Wireless Chorus", è stato successivamente istituito come coro professionale a tempo pieno. Nel 1927 la BBC creò un ottetto chiamato "The Wireless Singers", tratto dai membri del Wireless Chorus, per spettacoli in cui erano richiesti meno cantanti. Tra i direttori ospiti di entrambi i gruppi durante questi primi anni figurano Sir Edward Elgar, Igor Stravinsky, Arnold Schönberg e John Barbirolli.
Nel 1931 il Wireless Chorus fu invitato ad esibirsi al Festival della International Society for Contemporary Music, la prima volta che questo evento si tenne in Gran Bretagna. Dopo il successo dell'evento, continuò ad affermarsi come i principali sostenitori della musica contemporanea nel Regno Unito, una reputazione sostenuta oggi dai BBC Singers.
Con l'arrivo di Leslie Woodgate come maestro generale del coro nel 1934, il gruppo fu ribattezzato BBC Singers e diviso in due ottetti, noti come Singers A e Singers B, uno specializzato in repertori meno standard tra cui polifonia rinascimentale e madrigali, l'altro in musica leggera e numeri di rivista. I Singers A venivano generalmente pagati £1 a settimana in più rispetto ai Singers B. Nel 1939 Woodgate descrisse il funzionamento e la funzione dei vari cori della BBC, incluso il coro professionale, in un'intervista a The Musical Times.
Durante la seconda guerra mondiale il coro fu costretto a trasferirsi più volte dalla sua base a Maida Vale, stabilendosi brevemente a Bristol, Bangor e Bedford. Nel 1945 il coro diede la prima della cantata di guerra Figure humaine di Francis Poulenc dalla Concert Hall della Broadcasting House. Dopo la guerra, dalla fine degli anni '40 in poi, i BBC Singers iniziarono a fare tournée in tutta Europa, sotto la direzione di direttori come Herbert von Karajan, Wilhelm Furtwängler e Bruno Walter. In Inghilterra il coro ha lavorato con George Enescu, Sir Thomas Beecham, Otto Klemperer e Igor' Stravinskij. Dal 1946 sono diventati una caratteristica regolare della nuova rete di arti radiofoniche della BBC, BBC Radio 3.
Durante gli anni centrali del XX secolo il coro ha eseguito in prima assoluta importanti opere di Darius Milhaud, Frank Martin, Paul Hindemith, Gerald Finzi, Sir Michael Tippett, Pierre Boulez, Sir Arthur Bliss e Karol Szymanowski. Pierre Boulez ha iniziato un sodalizio permanente con il coro nel 1964.
Woodgate morì nel 1961. Nello stesso anno Peter Gellhorn assunse la direzione. Riorganizzò il contingente professionale, smantellando la divisione A-B in favore di un'unica forza di 28 voci, che fu ribattezzata "BBC Chorus". Dopo la nomina di John Poole come maestro del coro nel 1972, il coro tornò al suo nome precedente, "BBC Singers".
La nomina di Bo Holten come Direttore Ospite nel 1991 diede il via a una nuova attenzione e un nuovo approccio alla musica antica. I BBC Singers ora lavorano regolarmente con specialisti di musica antica, tra cui Peter Phillips (Tallis Scholars) e Robert Hollingworth (I Fagiolini).
Stephen Cleobury, direttore principale del coro dal 1995 al 2007, ha ora il titolo di direttore laureato con il coro. Bob Chilcott è l'attuale direttore ospite principale del coro. David Hill è stato il direttore più recente dal 2007 al 2017. Sofi Jeannin ha diretto il coro per la prima volta nel gennaio 2017. Nel maggio 2017 la BBC ha annunciato la sua nomina a prossimo direttore principale del coro, la prima donna ad essere nominata per quel posto, in vigore da luglio 2018.

## Direttori di coro e direttori principali
- Stanford Robinson (1924-1932)
- Leslie Woodgate (1934-1961)
- Peter Gellhorn (1961-1972)
- John Poole (1972-1989)
- Simon Joly (1989-1995)
- Stephen Cleobury (1995-2007)
- David Hill (2007-2017)
- Sofi Jeannin (2018–presente)

## Lavori su commissione
Nel corso della sua storia, i BBC Singers hanno eseguito e commissionato più di cento nuovi lavori. Questi includono pezzi di A Boy was Born (1934) di Benjamin Britten e opere di Michael Berkeley, Sir Richard Rodney Bennett, John Casken, Sir Peter Maxwell Davies, Thea Musgrave, Edmund Rubbra, Robert Saxton, Sir John Tavener, Sir Michael Tippett e Iannis Xenakis.
Elenco dei lavori commissionati:
- Judith Bingham – A Winter Walk at Noon – Prima trasmissione 2 marzo 1986
- Benjamin Britten – A Shepherd's Carol & Chorale: Our Father Whose Creative Will – Prima trasmissione 24 dicembre 1944
- Sir Peter Maxwell Davies – Apple-Basket: Apple-Blossom – Prima trasmissione 23 dicembre 1990
- James Dillon – Viriditas – Prima trasmissione 24 aprile 1994
- Nicola LeFanu – The Story of Mary O'Neill – Prima trasmissione 4 gennaio 1989
- Thea Musgrave – For the Time Being: Advent – Prima trasmissione 18 luglio 1987
- Edmund Rubbra – Veni, Creator Spiritus – Prima trasmissione 5 agosto 1966
- Sir Michael Tippett – The Weeping Babe – Prima trasmissione 24 dicembre 1944
- Iannis Xenakis – Sea Nymphs – Prima trasmissione 16 settembre 1994

Nel 2002 Edward Cowie è diventato il primo compositore associato della BBC Singers, con le funzioni di comporre nuove opere ogni anno per l'esecuzione del coro e partecipare a workshop con giovani compositori provenienti da scuole, università e college musicali. Judith Bingham è stata la successiva a ricoprire questa posizione, nel 2004. Gabriel Jackson ha assunto l'incarico nel 2010.

## Discografia selezionata
- Judith Bingham – Remoter Worlds – David Hill (direttore) 2008, Catalogo n. Signum Classics SIGCD144
- Judith Weir – The Welcome Arrival of Rain – BBC Symphony Orchestra, Martyn Brabbins (direttore) 2008, Catalogo n. NMC D137
- Leoš Janáček – The Excursions of Mr Broucek – BBC Symphony Orchestra, Jirí Belohlávek (direttore) 2008
- Elizabeth Maconchy – Music for voices – Odaline de la Martinez (direttore) 2007, Catalogo n. LNT127
- Sergei Rachmaninoff – Francesca di Rimini – BBC Philharmonic, Gianandrea Noseda (direttore) 2007, Catalogo n. Chandos 10442
- Bob Chilcott – Man I Sing – Bob Chilcott, (direttore) 2007, Catalogo n. Signum Classics SIGCD100
- Brian Ferneyhough – Choral works – Lontano, Odaline de la Martinez (direttore) 2007, Catalogo n. Metier msv28501
- Michael Tippett – Choral Images – Stephen Cleobury (direttore) 2007 Catalogo n. Signum Classics SIGCD092
- Paul Dukas – Ariane et Barbe-bleue – BBC Symphony Orchestra, Leon Botstein (direttore) 2007, Catalogo n. TELARC 80680
- Benjamin Britten – Death in Venice – City of London Sinfonia, Richard Hickox (direttore) 2005, Chandos 10280(2)
- One Star, At Last – A selection of carols of our time  – Stephen Cleobury (direttore) 2005, Catalogo n. Signum Classics SIGCD067
- Alexander Levine – Kolokolà – James Morgan (direttore) 2005, Catalogo n. Albany TROY736